# Товариство відродження Китаю
Товариство відродження Китаю або Сінчжунхой (спрощ.: 兴中会; кит. трад.: 興中會; піньїнь: Xīngzhōnghuì) — перша китайська революційна організація, створена Сунь Ятсеном 1894 року в Гонолулу (Гавайські острови).

## Історія
1895 року було створено відділення організації в Сянгані (Гонконг) та Гуанчжоу. Чисельність Товариства не перевищувала 300 членів, організація не мала розгорнутої програми, ставила собі лише загальну мету повалення маньчжурської монархії й «відновлення суверенітету Китаю». В жовтні 1895 року Сінчжунхой здійснив спробу підбурити повстання в Гуанчжоу, що зазнала невдачі.
1900 року члени Товариства організували повстання в окрузі Хуейчжоу (провінція Гуандун), в якому брали участь селяни — члени таємних товариств. Те повстання також зазнало поразки. 1905 року члени Сінчжунхоя вступили до загальнокитайської революційної партії Тунменхой.